# Marie-Galante
Marie-Galante ist eine der Inseln über dem Winde der Kleinen Antillen in der Karibik. Sie gehört zum französischen Überseedépartement Guadeloupe. Die nahezu kreisrunde Insel (Durchmesser etwa 15 km) hat eine Fläche von 158 km².
Auf der Insel gibt es drei Gemeinden: Grand-Bourg, Capesterre und Saint-Louis.
Die Insel wurde von Kolumbus auf seiner zweiten Reise am 3. November 1493 entdeckt und nach seiner Karavelle Maria Galanda benannt. Im Jahre 1648 ließen sich die ersten französischen Siedler nieder und kultivierten Zuckerrohr. Mitte des 20. Jahrhunderts hatte die Insel rund 30.000 Bewohner. Durch Niedergang der Zuckerproduktion kam es zur Emigration großer Teile der Bevölkerung.
Hauptprodukt der Insel ist Rhum agricole (weiß und braun). Einst standen fast 100 Windmühlen zum Auspressen des Zuckerrohrs auf der Insel, was ihr den Beinamen l’île aux cent moulins („die Insel der 100 Mühlen“) einbrachte. Davon sind heute noch etwa 70 Türme zum Teil sichtbar.